# 양익준
양익준(梁益準, 1975년 10월 19일~)은 대한민국의 영화 감독이자 배우이다. 2009년 각본 · 감독 · 주연의 1인 3역을 한 독립 영화 《똥파리》로 이름을 알렸다.

## 학력
- 공주영상대학 연예연기과

## 작품 활동

### 연출 작품
- 2005년 《바라만 본다》
- 2006년 《그냥 가》
- 2007년 《아무말도 할수없다》
- 2009년 《똥파리》
- 2011년 《애정만세》
- 2011년 《Departure》
- 2011년 《미성년》
- 2012년 《시바타 와 나가오》

### 출연 작품

#### 영화
- 2002년 《품행제로》 ... 세샘 2 역
- 2003년 《해피 에로 크리스마스》 ... 똘마니 2 역
- 2004년 《아라한 장풍 대작전》 ... 방수공 2 역
- 2004년 《팡팡 퀴즈 쇼 커플 예선전》 ... 남자 역
- 2004년 《파출부, 아니다》 ... 택배기사 역
- 2005년 《인간적으로 정이 안 가는 인간》 ... 용희 역
- 2005년 《철수야 철수야 뭐하니?》 ... 철수 역
- 2005년 《낙원》 ... 남자 역
- 2005년 《바라만 본다》 ... 준호 역
- 2005년 《노량진 토토로》 ... 김영민 역
- 2006년 《강적》 ... 양진순 역
- 2006년 《우리들의 행복한 시간》 ... 환규 역
- 2006년 《후회하지 않아》 ... 공장 주임 역
- 2006년 《드라이버》
- 2006년 《바람이 분다》 ... 기석 역
- 2006년 《바라보다가》 ... 익준 역
- 2007년 《내 생애 최악의 남자》 ... 광고회사 아트 역
- 2007년 《피크닉》 ... 정민 역
- 2008년 《경축! 우리 사랑》 ... 하숙생 1 역
- 2008년 《연인들》 ... 남자 역
- 2008년 《똥파리》 ... 상훈 역
- 2008년 《사랑은 단백질》 ... 자취생 1 역
- 2009년 《바다 쪽으로, 한 뼘 더》 ... 카페 손님 역
- 2009년 《물 좀 주소》 ... 공원 1 역
- 2010년 《집 나온 남자들》 ... 황동민 역
- 2010년 《향기의 상실》
- 2011년 《돼지의 왕》 ... 정종석 역
- 2011년 《Departure》
- 2012년 《가족의 나라》 ... 양 동지 역
- 2012년 《주리》 ... 남자배우 역
- 2013년 《사이비》 ... 김민철 역
- 2013년 《중학생 마루야마》
- 2014년 《거인》 ... 범태 부 역
- 2015년 《나의 절친 악당들》 ... 음부키 역
- 2016년 《계춘할망》 ... 충섭 역
- 2016년 《춘몽》 ... 익준 역
- 2017년 《시인의 사랑》 ... 시인 역
- 2017년 《아, 황야》(일본 영화)

#### 드라마
- 2012년 KBS2 《세상 어디에도 없는 착한남자》 ... 한재식 역
- 2014년 KBS2 《감격시대: 투신의 탄생》 ... 황봉식 역
- 2014년 SBS 《괜찮아, 사랑이야》 ... 장재범 역
- 2015년 MBC 《밤을 걷는 선비》 ... 해서 역
- 2017년 KBS2 《추리의 여왕》 ... 장도장 역
- 2017년 OCN 《나쁜 녀석들 : 악의 도시》 ... 장성철 역
- 2018년 KBS2 《To. Jenny》 ... 김형수 역
- 2021년 넷플릭스 《지옥》 ... 진경훈 역

#### 예능 프로그램
- 2010년 MBC 《공감토크쇼 놀러와》 294회
- 2012년 SBS 《강심장》 157회, 158회
- 2016년 KBS2 《해피투게더 3》 449회
- 2017년 SBS 《불타는 청춘》

## 수상
- 2005년 제4회 미쟝센 단편 영화제 연기부문 심사위원특별상 《바라만 본다》
- 2005년 제31회 서울독립영화제 관객상 《바라만 본다》
- 2009년 제38회 로테르담 국제 영화제 타이거상 《똥파리》
- 2009년 제11회 프랑스 도빌 아시아 영화제 국제평론가상 《똥파리》
- 2009년 제11회 프랑스 도빌 아시아 영화제 그랑프리인 대상 《똥파리》
- 2009년 프리부르국제영화제 익스체인지상 《똥파리》
- 2009년 부에노스아이레스 국제독립영화제 비공식부문 세계가톨릭미디어협회상 《똥파리》
- 2009년 제7회 피렌체 한국영화제 관객상 《똥파리》
- 2009년 제10회 라스팔머스 국제영화제 남우주연상 《똥파리》
- 2009년 부에노스아이레스 국제독립영화제 관객상 《똥파리》
- 2009년 제22회 싱가포르국제영화제 최우수연기상 《똥파리》
- 2009년 제8회 뉴욕아시아영화제 신인감독상 《똥파리》
- 2009년 제13회 판타지아국제영화제 최우수작품상 《똥파리》
- 2009년 제13회 판타지아국제영화제 남우주연상 《똥파리》
- 2009년 제44회 체코 카를로비 바리 국제영화제 넷팩상 《똥파리》
- 2009년 제17회 춘사대상영화제 심사위원대상 《똥파리》
- 2009년 제7회 태평양 영화제 대상 《똥파리》
- 2009년 제10회 도쿄필름엑스영화제 대상 《똥파리》
- 2009년 제10회 도쿄필름엑스영화제 관객상 《똥파리》
- 2009년 제10회 부산영화평론가협회상 감독상 《똥파리》
- 2009년 제30회 청룡영화상 신인남우상 《똥파리》
- 2009년 제12회 디렉터스 컷 시상식 올해의 독립영화감독상 《똥파리》
- 2009년 씨네21 영화상 올해의 남자신인배우 《똥파리》
- 2010년 제1회 올해의 영화상 발견상 《똥파리》
- 2010년 제7회 맥스무비 최고의 영화상 최고의 독립영화상 《똥파리》
- 2011년 제3회 일본 영화관대상 2위
- 2018년 제12회 아시안 필름 어워드 남우조연상 《아, 황야》